# Buchholz (Bergisch Gladbach)
Buchholz ist ein Ortsteil im Stadtteil Paffrath der Stadt Bergisch Gladbach im Rheinisch-Bergischen Kreis.

## Lage und Beschreibung
Buchholz liegt an der nach ihm 1895 so benannten Buchholzstraße.

## Geschichte
Buchholz (mundartlich em Boochhoolz) wurde 1448 als Boechholtz erwähnt. Der Name rührt daher, dass dort ein alter Buchenforst nördlich der Strunde lag. Dieser Forst befand sich im Besitz der Herzöge von Berg, letzte Reste verschwanden Anfang des 20. Jahrhunderts. Aus Carl Friedrich von Wiebekings Charte des Herzogthums Berg 1789 geht hervor, dass Buchholz zu dieser Zeit Teil der Honschaft Paffrath im gleichnamigen Kirchspiel war. Eine weitere Besiedlung erfolgte in der zweiten Hälfte des 19. Jahrhunderts.
Unter der französischen Verwaltung zwischen 1806 und 1813 wurde das Amt Porz aufgelöst und Buchholz wurde politisch der Mairie Gladbach im Kanton Bensberg zugeordnet. 1816 wandelten die Preußen die Mairie zur Bürgermeisterei Gladbach im Kreis Mülheim am Rhein. Mit der Rheinischen Städteordnung wurde Gladbach 1856 Stadt, die dann 1863 den Zusatz Bergisch bekam.
Auf der Topographischen Aufnahme der Rheinlande von 1824 und auf der Preußischen Uraufnahme von 1840 ist an der Stelle ein Kalkofen verzeichnet. Ab der Preußischen Neuaufnahme von 1892 ist er auf Messtischblättern regelmäßig als Buchholz oder ohne Namen verzeichnet.
| Jahr | Einwohner | Wohn- gebäude | Kategorie |
| ---- | --------- | ------------- | --------- |
| 1885 | 23        | 4             | Wohnplatz |
| 1895 | 5         | 1             | Wohnplatz |